# Dongchuan
För andra betydelser, se Dongchuan (olika betydelser).
Dongchuan är ett stadsdistrikt i provinshuvudstaden Kunming i Yunnan-provinsen i sydvästra Kina.